# 三里河街道
三里河街道是中国山东省青岛市胶州市下辖的一个街道。是胶州市政治、经济、文化、教育中心。

## 文化古迹
境内古迹有三里河龙山文化遗址、宋王氏双女冢遗址、清代高凤翰墓等。

## 行政区划
三里河街道下辖三里河社区、映月园社区、香港花园社区、水岸府邸社区、东湖星城社区、青建景苑社区、管理社区、庄里头社区、王家滩社区、北三里河社区、绿城社区、北三里河村、卜落林村、城子村、池子崖村、崔家夼村、丁家庄村、东店子村、东安村、法家大村村、法家茔村、付家村村、高家台子村、管理村、花园村、刘家村村、楼子底村、逯家沟村、南三里河村、南辛置村、七里河村、三官庙村、王家滩村、王家小庄村、西安村、西辛置村、辛庄村、徐家园村、战太安村、赵家滩村、赵家小庄村、庄里头村、柏果树村、陈家庄村、东宋家茔村、东王屯村、高家艾泊村、匡家岭村、李家庄村、柳沟村、毛家岭村、挪庄村、菩萨庙村、盛家庄村、十五里夼村、双岭村、孙家艾泊村、肖家岭村、斜庄村、张家艾泊村、柘沟村、中赵家庄村。